# 路薩爾體育館
路薩爾體育館是一座位於卡達路薩爾的室內體育館，是為了舉辦2015年世界男子手球錦標賽而興建的。

## 外部連結
- Lusail Multipurpose Hall from Dar Al Handasah (Shair and Partners)